# 2007年—2008年肯亞危機
肯亞危機發生在2007年12月27日姆瓦伊·齊貝吉宣告從總統選舉中獲勝之後。反對黨領袖拉伊拉·奧廷加的支持者在許多地區發起了暴亂。而齊貝吉則在12月30日的就職典禮中宣布連任。反對派認為齊貝吉透過選舉委員會對選舉計票進行舞弊行為，並拒絕接受選舉結果。此外，歐盟觀察員的報告中也指出這場選舉的結果並不準確。騷亂也在部分地區，包括首都奈洛比，轉變成為針對齊貝吉所屬民族基庫尤族的暴力行為。肯亞的政府發言人宣稱奧廷加的支持者正在從事一場「種族清洗」行動；而奧廷加則稱齊貝吉陣營正在進行「種族滅絕」。

## 後果
共有600人 到1000人 在這場選舉後的騷亂中身亡，並且有約25萬人被迫離開家園，其中多數逃往鄰國烏干達。其中一所用作200名基庫尤族臨時避難所的教堂遭暴亂份子縱火，共造成35人因此死亡，此為最多死亡人數的單一事件。此外，一名前肯亞奧運選手Lucas Sang，死於發生在肯亞西部埃爾多雷特（Eldoret）的暴力事件中。